# Nowy Sumin
Nowy Sumin (niem. Neu Summin) – wieś w Polsce, położona w województwie kujawsko-pomorskim, w powiecie tucholskim, w gminie Cekcyn. W latach 1975-1998 miejscowość administracyjnie należała do województwa bydgoskiego. Według Narodowego Spisu Powszechnego (III 2011 r.) liczyła 181 mieszkańców. Jest trzynastą co do wielkości miejscowością gminy Ceckyn.

## Znane osoby
26 maja 1868 w Nowym Suminie urodził się Otton Steinborn - doktor, pierwszy komisaryczny prezydent Torunia, odznaczony Srebrnym Krzyżem Zasługi oraz Krzyżem Oficerskim Orderu Polonia Restituta. W roku 2008, w 140. rocznicę jego urodzin ufundowana została pamiątkowa tablica, umieszczona na budynku po byłej szkole.